# Zamek w Holszanach
Zamek w Holszanach – ruiny zamku Sapiehów z XVII wieku położonego nad rzeką Olszanką w Holszanach na Białorusi.

## Historia
Po śmierci biskupa wileńskiego Pawła Algimunta Holszańskiego, miejscowość Holszany odziedziczyła Helena Dubrowicka. W 1525 roku po jej zaślubinach z Pawłem Sapiehą, miejscowość przeszła do Sapiehów. 
Zamek wybudowano w 1610 na zlecenie Pawła Stefana Sapiehy, wicekanclerza Wielkiego Księstwa Litewskiego. Zamek wznosił się na brzegu rzeki Olszanki. Był dwupiętrowy i w kształcie czworoboku z ośmiościennymi wieżami po bokach. Budynek posiadał system ocieplający, wodociągi i kanalizację. Pokoje gościnne oraz galerie zdobiły freski i bogata sztukateria, podłogi wyłożone były terakotą. Wokół zamku zbudowano 3 sztuczne jeziora, których dno wyłożono kafelkami. W rezydencji Sapiehy mieściła się okazała biblioteka i galeria obrazów.
W ciągu wieków zamek kilkakrotnie przebudowywano. Ostatnimi dziedzicami majątku holszańskiego z rodu Sapiehów byli Kazimierz (zm. 1639) i Tomasz (zm. 1646). Majątek obciążony znacznymi długami powoli zmieniał właścicieli i podupadał. Zaczął też popadać w ruinę. W czasach „potopu szwedzkiego” został ograbiony i zniszczony.
W XIX w. należał do rodziny Wołowiczów, Mosiewiczów i Żabów. W 1880, kolejny właściciel (Gorbaniew) rozebrał wieże i część ścian pod budowę karczmy.
W 2018 roku wykonano hydroizolację fundamentów, odrestaurowano ściany wieży północnej oraz otwory okienne i drzwiowe. Ściany wieży dla wzmocnienia ściągnięto za pomocą spiralnych prętów, wzmocniono stropy oraz wykonano zadaszenie z wiatrowskazem. Dokonano rekonstrukcji fragmentów murów przylegających do wieży. 6 maja 2021 roku uroczyście otwarto wieżę północną zamku i znajdujące się w niej Centrum Informacji Turystycznej.

## Galeria

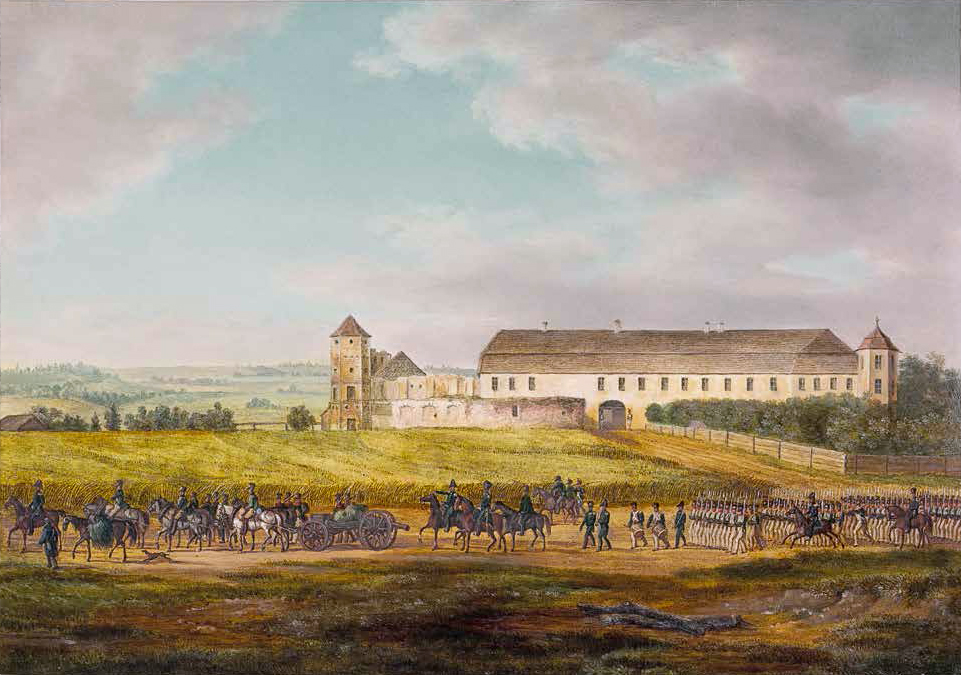
zamek w 1812.
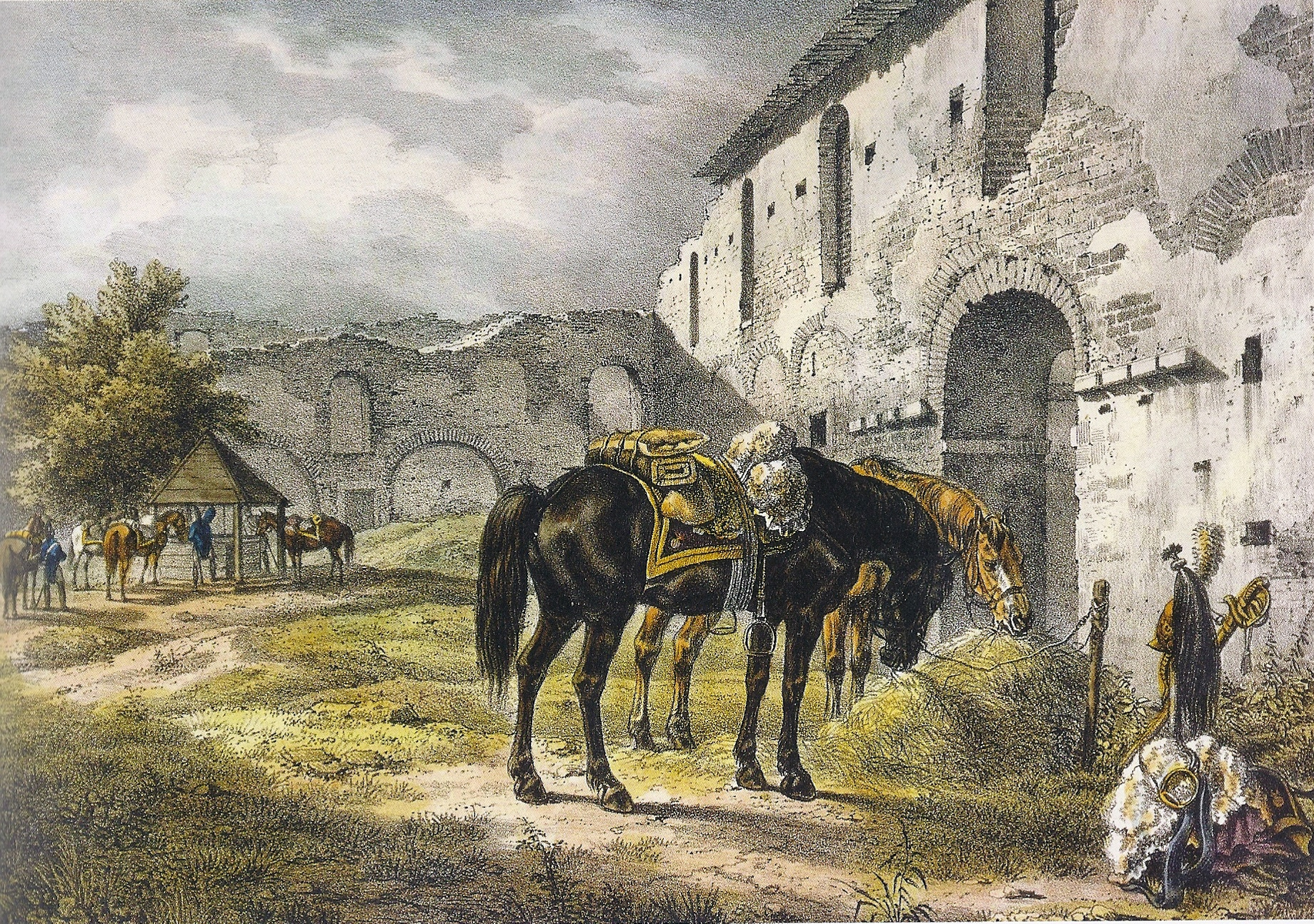
1812
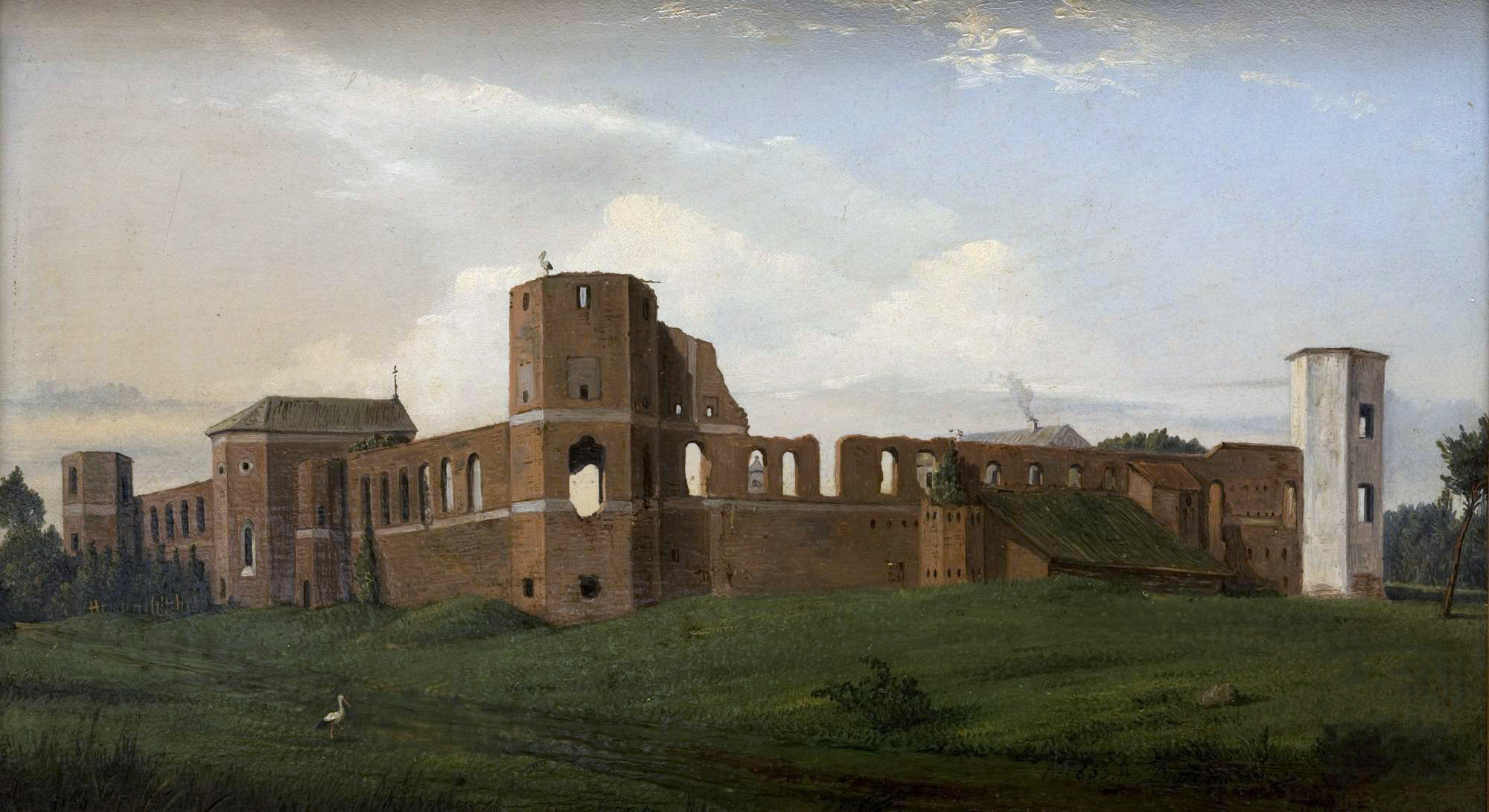
1853
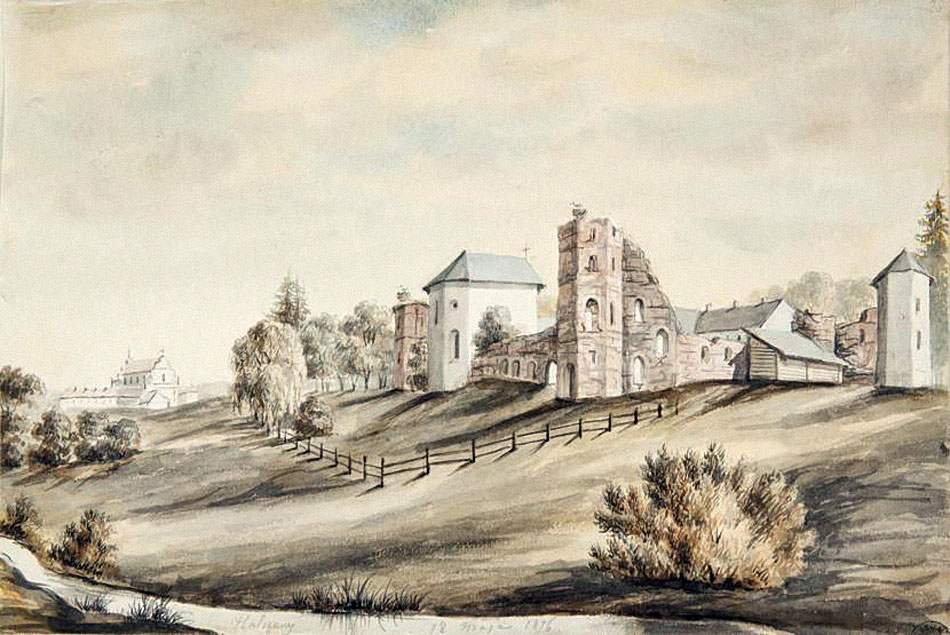
Napoleon Orda, zamek w XIX wieku
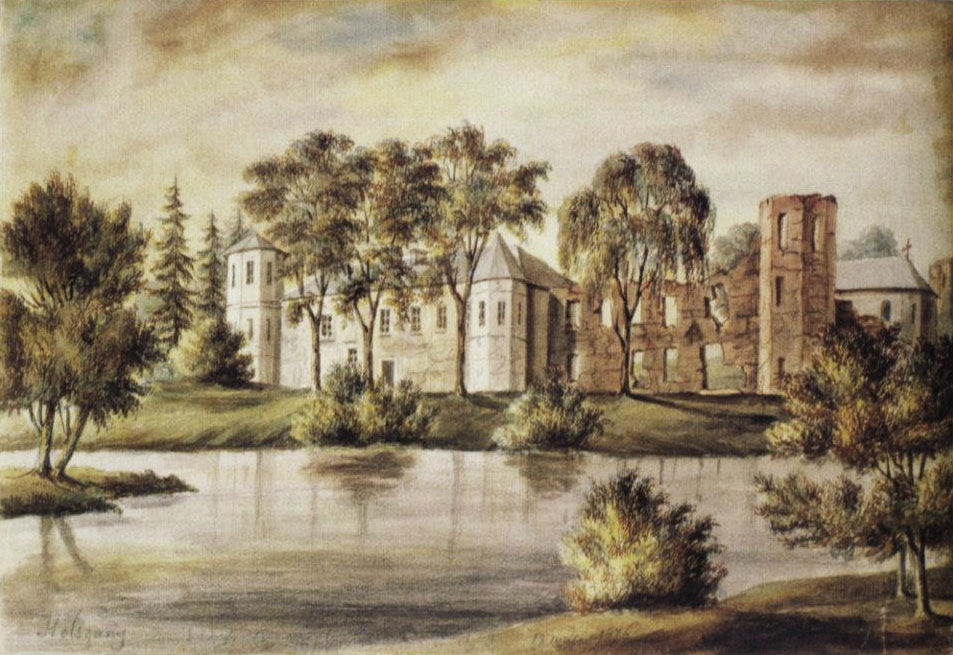
Napoleon Orda, zamek w XIX wieku
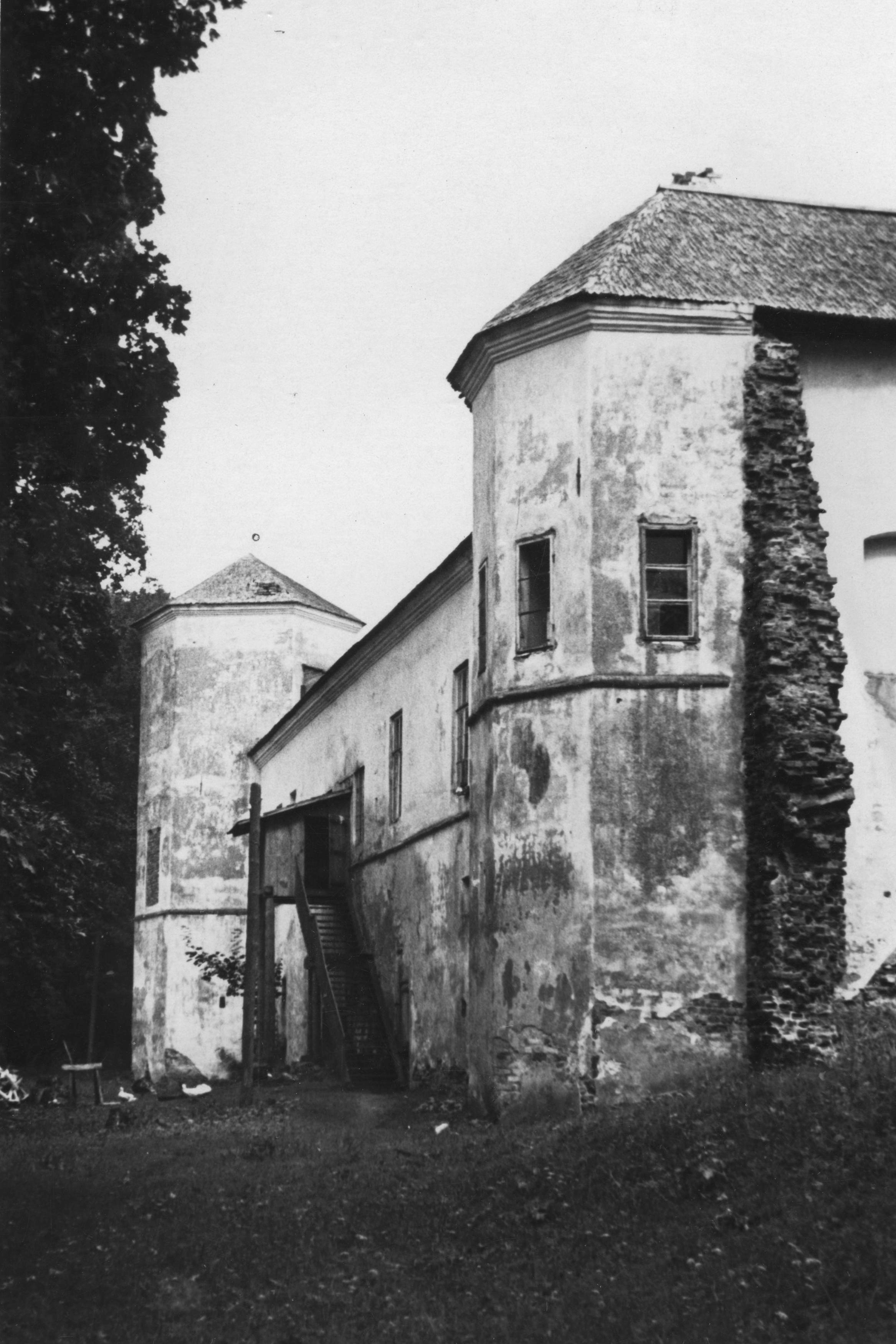
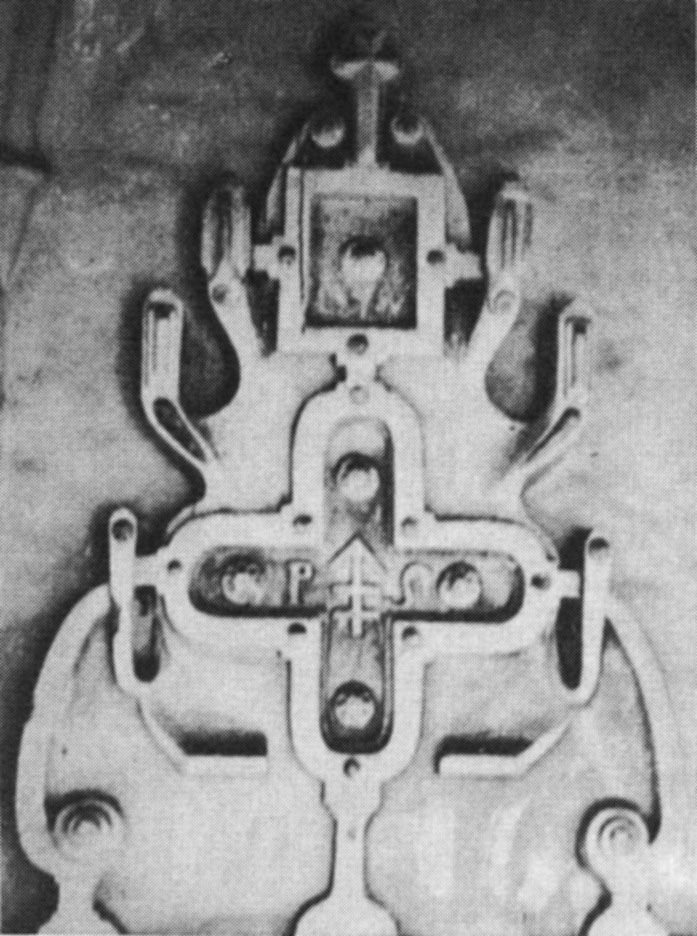
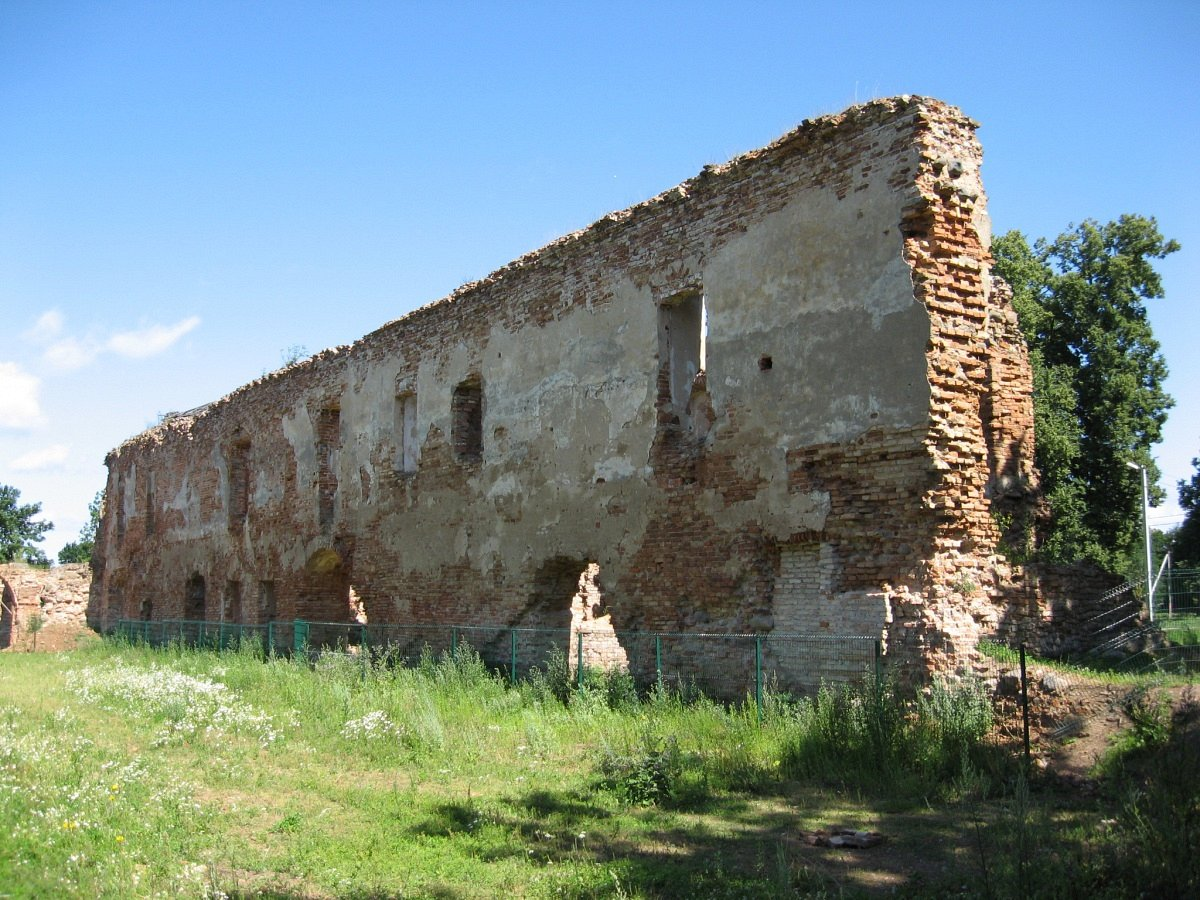